# Casa Antúnez

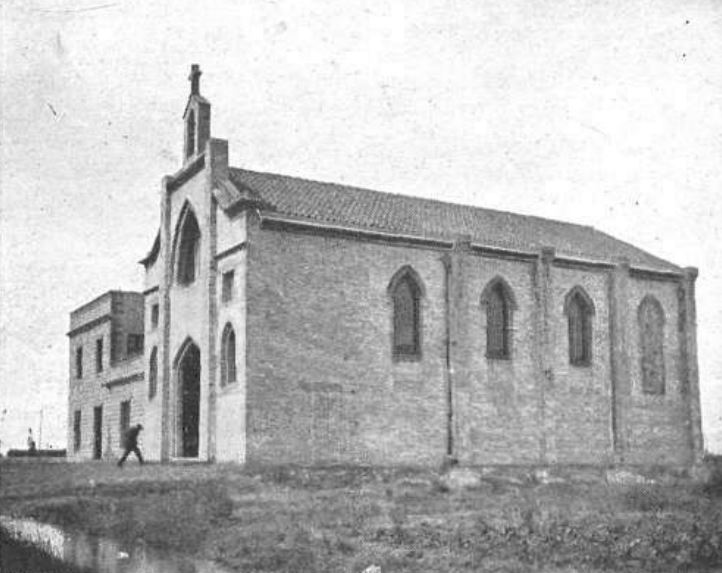
Iglesia de la Madre de Dios del Puerto de Casa Antúnez en 1911.

Casa Antúnez (en catalán: Can Tunis) era un barrio de Barcelona que se encontraba en el distrito de Sans-Montjuich entre el puerto de Barcelona y el cementerio de Montjuic. 
La gran mayoría de los habitantes eran gitanos. En 2001 empezaron a derribar las casas para hacer una ampliación del puerto de Barcelona, proceso que se alargó hasta el año 2003. Los vecinos fueron realojados en otros barrios principalmente de San Adrián de Besós y Badalona. Casa Antúnez era también conocido antes de su derribo como un barrio de tráfico de drogas.

## Legado cultural
Antes del derribo se grabó el documental etnográfico llamado Can Tunis, dirigido por José González Morandi y Paco Toledo.
El poeta "secreto" José María Fonollosa nació en el barrio.
La novela del periodista Francisco Candel llamada Donde la ciudad cambia su nombre está ambientada en las casas baratas del Port, en el barrio de Can Tunis, dónde pasó su infancia.